# Xã Lynchburg, Quận Mason, Illinois
Xã Lynchburg (tiếng Anh: Lynchburg Township) là một xã thuộc quận Mason, tiểu bang Illinois, Hoa Kỳ. Năm 2010, dân số của xã này là 277 người.